# Коростель (Ярославская область)

Коростель — деревня в Брейтовском районе Ярославской области. Входит в состав Брейтовского сельского поселения.

## География
Находится в северо-западной части Ярославской области на расстоянии приблизительно 9 км на юг по прямой от административного центра района села Брейтово на правом берегу реки Сить.

## История
Была отмечена еще на карте 1798 года. В 1859 году здесь (деревня Мологского уезда Ярославской губернии) было учтено 40 дворов, в 1898 — 66.

## Население
Численность населения: 315 человек (1859 год), 77 (русские 92 %) в 2002 году, 41 в 2010.